# Burg-Reuland
Burg-Reuland là một đô thị thuộc tỉnh Liège. Tại thời điểm ngày 1 tháng 1 năm 2006, Burg-Reuland có tổng dân số 3.903. Tổng diện tích là 108.96 km² với mật độ dân số 36 người trên mỗi km².
Burg-Reuland là một trong các đô thị của cộng đồng nói tiếng Đức ở Bỉ.
Khu vực nơi các quốc gia Bỉ, Đức và Luxembourg giáp nhau nằm ở bên sông Our, gần làng Ouren trong đô thị này.